# Triptòfan
El triptòfan (abreviat Trp o W) és un aminoàcid essencial en la nutrició humana. És un dels 20 aminoàcids inclosos en el codi genètic (codó UGG). És considerat un aminoàcid no polar i hidrofòbic: 
- Fórmula molecular: C11H₁₂N₂O₂
- Massa molecular: 204,23
- Punt isoelèctric: pH = 5,89
- Nombre CAS: 73-22-3

Hopkins i Cole van descobrir el triptòfan a principis dels anys 1900 després d'aïllar-lo de la proteïna de la caseïna, i Ellinger i Flamand van determinar la seva estructura molecular poc temps després.
El triptòfan és també un precursor de la serotonina, un neurotransmissor de la melatonina, una hormona neural.
La molècula del triptòfan és quiral, per la qual cosa el triptòfan racèmic és una barreja equimolar dels enantiòmers òptics L(-)-triptòfan i D(+)-triptòfan (el signe entre parèntesis indica si és levogir o dextrogir). El primer d'aquests estereoisòmers és el que forma part de les proteïnes i, a més, mostra activitat farmacològica rellevant.
El triptòfan és un dels vuit aminoàcids essencials, aquells que no es poden sintetitzar en el cos humà i han de ser subministrats per la dieta. Algunes fonts comunes de triptòfan són la civada, la banana, les prunes seques, la llet, la tonyina, el formatge, el pa, el pollastre, el gall dindi, els cacauets i la xocolata.